# Tvrzice
Tvrzice (deutsch Twersitz, früher Twrsitz) ist eine Gemeinde in Tschechien. Sie liegt fünf Kilometer nördlich von Vlachovo Březí in Südböhmen und gehört zum Okres Prachatice.

## Geographie

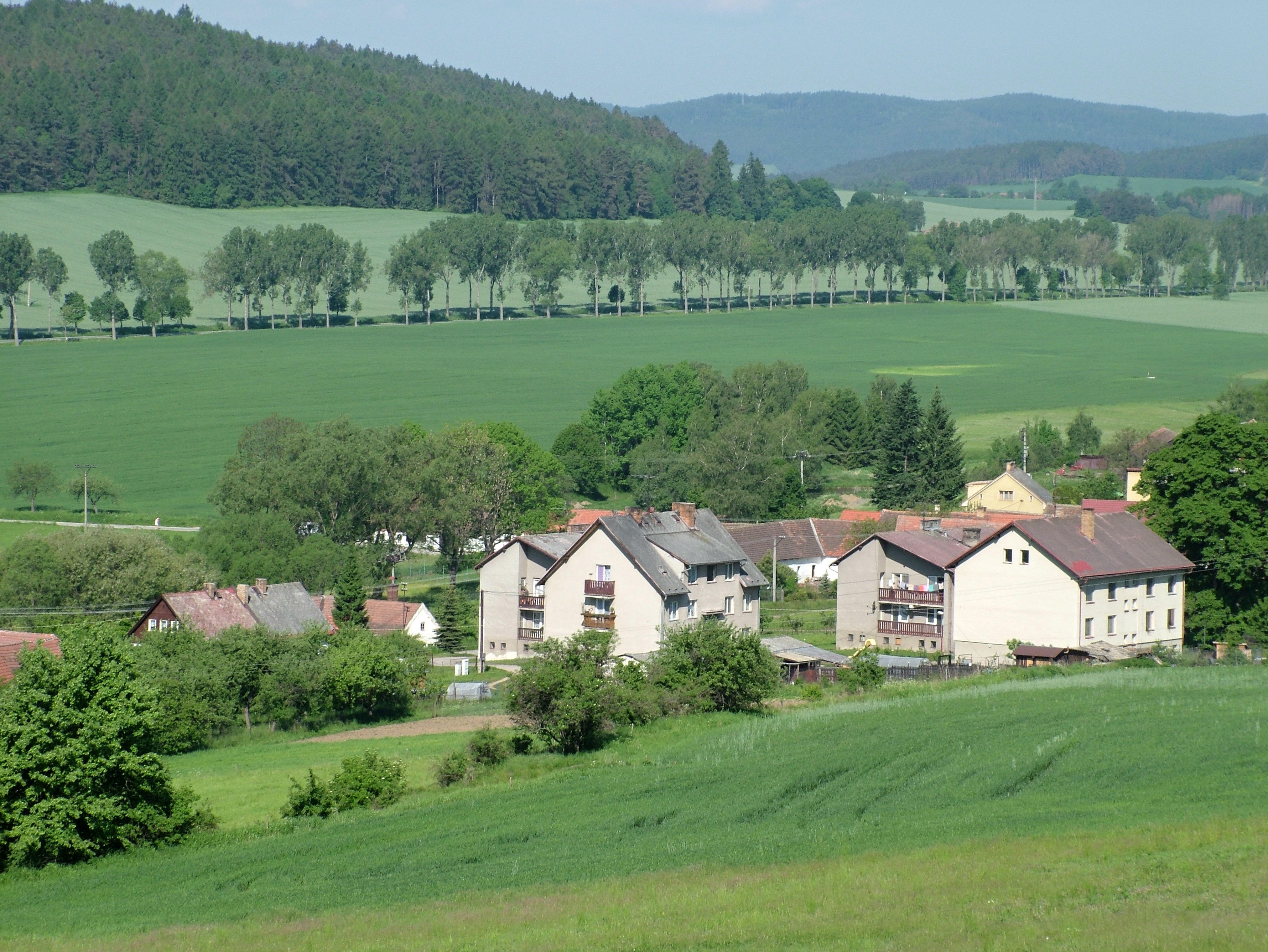
Ortsansicht

Tvrzice befindet sich im Vorland des Böhmerwaldes. Das Dorf liegt am linken Ufer des Baches Tvrzický potok, kurz vor dessen Einmündung in den Černý potok. Nördlich erhebt sich die Horní hora (581 m), im Nordosten der Bukovec (530 m), der Velký Šibák (687 m) und der Malošín (683 m) mit der Ruine der Helfenburk, östlich die Hůrka (559 m), die Kotrbnice (584 m) und der Lesný (600 m), im Südosten die Brabčice (582 m) und der Luh (619 m), südlich die Dolejší hora (577 m), im Südwesten die Hora (613 m) und Pálenina (654 m) sowie westlich der Bičoňovec (607 m).
Nachbarorte sind Všechlapy, Kamenná, Kakovice und Bohunice im Norden, Koječín und Krajníčko im Nordosten, Javornice im Osten, Borčice, Ovčín, Lipovický Mlýn, Dub, Lipovice und Žabrakov im Südosten, Pahrbek, Konopiště und Újezdec im Süden, Dolní Nakvasovice, Beneda und Bušanovice im Südwesten, Želibořice, Straňovice und Úlehle im Westen sowie Předslavice und Marčovice im Nordwesten.

## Geschichte
Tvrzice wurde 1315 durch Königin Elisabeth gegründet. Im Jahre 1490 erwarb Wilhelm von Pernstein das Dorf und schloss es an seine Herrschaft Frauenburg an. 1595 kaufte Jindřich Chřepický von Modlíškovice das Dorf. Er ließ am westlichen Ortsrand eine Renaissancefeste als seinen Sitz erbauen. Der die Feste umgebende Wirtschaftshof wurde im 17. Jahrhundert durch die Familie Chřepický zu einem barocken Gutshof umgestaltet. Im Jahre 1667 verkaufte Wybor Wenzeslaw Chřepický von Modlíškovice das Gut an Karl Leopold Graf Caretto von Milessimo, der es an seine Herrschaft Birken anschloss. Die Feste verlor damit ihre Bedeutung als Herrensitz und verfiel. 1676 verkaufte Caretto das Allodialgut Twrzyce zusammen mit der Herrschaft Wällischbirken an Matthias Freiherr von Wunschwitz, welcher den Besitz 1680 an Gundakar von Dietrichstein weiterveräußerte. Dieser konnte noch weitere Güter hinzu erwerben und ließ diese 1689 durch Kaiser Leopold I. zu einem Fideikommiss vereinigen. Der Fideikommiss fiel 1690 seinem Neffen  Ferdinand Joseph von Dietrichstein zu und blieb danach im Besitz der Reichsfürsten von Dietrichstein. Zum Ende des 17. Jahrhunderts ließen die Dietrichsteiner die Feste auf dem Meierhof schleifen. Letzter feudaler Grundherr war ab 1808 Franz Joseph von Dietrichstein-Proskau-Leslie. Im Jahre 1840 bestand Twrsitz/Twrsyce aus 21 Häusern mit 173 Einwohnern. Im Dorf bestanden ein Meierhof, eine Schäferei und ein Wirtshaus. Pfarrort war Předslawitz. Bis zur Mitte des 19. Jahrhunderts blieb das Dorf immer der Fideikommissherrschaft Wällischbirken untertänig.
Nach der Aufhebung der Patrimonialherrschaften bildete Tvrsice/Twrsitz ab 1850 mit dem Ortsteil Bohunice eine Gemeinde in der Bezirkshauptmannschaft Strakonice und dem Gerichtsbezirk Volyně. 1878 wurde Újezdec von Nakvasovice nach Tvrsice umgemeindet. Zum Ende des 19. Jahrhunderts wurde Tvršice als Ortsname verwendet, seit dem Beginn des 20. Jahrhunderts ist die Namensform Tvrzice gebräuchlich. 1930 lösten sich Bohunice und Újezdec los und bildeten eigene Gemeinden. Im Jahre 1949 wurde die Gemeinde dem Okres Prachatice zugeordnet. 1964 erfolgte die erneute Eingemeindung von Bohunice und Újezdec. Nach einem Referendum lösten sich beide Ortsteile zum 24. November 1990 wieder von Tvrzice los.

## Gemeindegliederung
Für die Gemeinde Tvrzice sind keine Ortsteile ausgewiesen. Zu Tvrzice gehören die Wohnplätze Lipovický Mlýn, Ovčín und Pahrbek.

## Sehenswürdigkeiten
- Giebelhöfe im Bauernbarockstil, erbaut von Jakub Bursa
- Kapelle am Dorfplatz